# Eija-Riitta Korhola
Eija-Riitta Korhola (født 15. juni 1959) er siden 1999 finsk medlem af Europa-Parlamentet, valgt for Samlingspartiet (Finland) (indgår i parlamentsgruppen Gruppen for Det Europæiske Folkeparti).